# Будяса-Маре
Будяса-Маре (рум. Budeasa Mare) — село у повіті Арджеш в Румунії. Адміністративний центр комуни Будяса.
Село розташоване на відстані 113 км на північний захід від Бухареста, 7 км на північ від Пітешть, 104 км на північний схід від Крайови, 101 км на південний захід від Брашова.

## Населення
За даними перепису населення 2002 року у селі проживали 752 особи, усі — румуни. Усі жителі села рідною мовою назвали румунську.